# Werner Blaser
Werner Blaser (* 29. August 1924 in Basel, Schweiz; † 8. Dezember 2019) war ein Schweizer Architekt und Publizist. Biographie und Schaffen Werner Blasers sind geprägt durch die intensive Auseinandersetzung mit Alvar Aalto, Ludwig von Mies van der Rohe und der klassischen chinesischen und japanischen Architektur. Seine zahlreichen Publikationen dokumentieren Architektur und werden weltweit verlegt.

## Biografie
Nach seiner Lehre zum Möbelschreiner mit Diplomabschluss in Basel reiste Werner Blaser 1949 nach Skandinavien. Neben seinen Besuchen bei Carl Larsson und Bruno Mathsson arbeitete er als Praktikant für Alvar Aalto in Helsinki. Hier war er unter anderem für die Katalogisierung der Artek-Möbel und für Einrichtungsarbeiten am Frachtschiff „Fintrader“ zuständig.
Seine Leidenschaft für die Architektur führte Blaser 1951 nach Chicago ans Institute of Design. In der Architekturabteilung am Illinois Institute of Technology (IIT) belegte er unter anderem einen Fotokurs, welcher ihm den ersten Kontakt mit Mies van der Rohe ermöglichte. Während seiner Aufenthalte in Chicago machte Blaser Bekanntschaft mit Persönlichkeiten wie Ludwig Hilberseimer, Walter Peterhans, Alfred Caldwell, Georg Danforth, Daniel Brenner, Gene Summer, Ogden Hannaford und Joe Fujikawa.
Seine Studien und Fotografien der klassischen Pavillonbauten des 17.–18. Jhd. während seines Aufenthaltes 1953 in Kyōto verarbeitet Blaser in seiner ersten und bis heute am meisten beachtetsten Publikation „Tempel und Teehaus in Japan“. Diese Publikation führte 1963 dazu, dass Mies van der Rohe Werner Blaser damit beauftragte, eine Monographie zu erstellen. Nach sechs Monaten intensiver Zusammenarbeit entstand die Publikation Werner Blasers „Mies van der Rohe – Die Kunst der Struktur.“
Auf Einladung der chinesischen Architekturgesellschaft in Peking reiste Blaser 1972 und 1976 nach China, um unter anderem über das klassische Hofhaus zu recherchieren, woraus ebenfalls Publikationen entstanden.
Von 1957 bis 2006 führte Werner Blaser sein eigenes Büro als Architekt, Designer und Publizist in Basel, Schweiz.
Seit 2007 arbeitet er selbstständig in der Blaser Architekten AG, Basel. Dort integriert er sein „Living Archive“ – eine umfangreiche Sammlung, deren Kernbestand seine Architekturfotografien von historischen asiatischen Architektur bis zur europäischen und amerikanischen Avantgarde ist. Zum „Living Archive“ gehören Dokumentationen über Japan und China, vollständige Aufnahmen der Bauten Mies van der Rohes, eine Sammlung der Möbel von Gerrit Rietveld, Prototypen von eigenen Gebrauchsmöbeln sowie eine umfangreiche Architektur-Bibliothek mit 4000 Büchern.

## Lehraufträge
Werner Blaser war 1956 als Gastdozent für die Entwicklung von Steckverbindungen an der Hochschule Ulm tätig. Hier entstand eine Freundschaft zu Hans Gugelot, der bereits unter Max Bill als Dozent für Produktgestaltung und Produktentwicklung arbeitete und ihm die Bedeutung der Architektur für den Möbelbau vermittelte.
1978 erhielt Werner Blaser einen Lehrauftrag an der University of Pennsylvania in Philadelphia, 1983 eine Gastprofessur an der Hochschule für Angewandte Kunst in Wien unter dem damaligen Direktor Johannes Spalt.
In den Jahren 1980 bis 2005 organisierte Blaser die Architektur-Vorträge in Basel mit über 200 Veranstaltungen der Weltarchitektur, welche nun im Rahmen der Architektur Dialoge Basel und von seinem Sohn Christian W. Blaser weitergeführt werden.

## Möbel
1949–1950 Compliments vom MoMA  im „International Competition for low-cost Furniture“ für Entwurf zerlegbares Schrankmöbel

1952	 Auszeichnung „Good Design Award“ vom MoMA, New York

1955–1957 Erster und ex aequo Preis im „Concorso internazionale dei Mobile“ in Cantu, Italien

1958	 Stahlrohrsessel „all in line“ für Josef Albers

1973	 Entwicklung eines klappbaren Holzsessels

1975	 Möbelprogramm Entwicklung von Einfachmöbel im Paket

2004–2005 Herstellung von 15 Prototypen in karelischer Birke (Kunst der Fuge) in Fiskars (Finnland) für das „Living Archive“ Blaser Architekten AG

## Bauschaffen
1960	 Kletterlabyrinth aus Akazienholz für Kindergarten Hirzbrunnen, Basel (CH)

1960–1967 Friedhofanlage Bromhübel, Arlesheim (CH)

1962–1963 Demontierbarer Ausstellungspavillon, Basel für die CIBA-Photochemie

1963–1967 Pavillonanlage Kinderheim Müllheim (DE)

1963–1972 Kinderheim Tüllinger Höhe Lörrach (DE), Sozialpädagogische Sonderschule mit Heim (Projekt)

1966	Kindergarten für die Christoph Merian Stiftung in Basel, eine Gemeinschaftsarbeit mit Helen Blaser

1967	Kirchgemeindehaus mit Pfarrwohnung, Neuenburg (DE)

1968–1969 Wohnhäuser, Bottmingen (CH)

1970–1971 Lagerhalle in Raumfachwerk mit Büro J. Lüber, Märkt (DE)

1972–1973 Drei Wohnhäuser in Holzskelett (Sechseckraster), Biel-Benken (CH) und Jura (CH)

1976	Platzgestaltung Bodenbelag (mit Rhombenmotiv) Barfüsserplatz, Basel (CH)

1976–1977 Renovation mit Pergolaanbau Casa Nascosta, Ascona (TI)

1986	Kindergarten in Holzskelett (Sechseckraster), Bottmingen (CH)

## Fotoausstellungen
1950	 „Alvar Aalto“ Baldwin + Kingrey, Chicago (USA)

1955	 „Tempel und Teehaus in Japan“, Gewerbemuseum Basel (CH)

1958	„Möbel aus Holz und Stahl: Alvar Aalto und Mies van der Rohe“, Gewerbemuseum Basel (CH), Die Neue Sammlung München (DE)

1965	 „Beispiel Japan – Bau und Gerät“, Bayrische Akademie der Schönen Künste München (DE), Kunstgewerbemuseum Zürich (CH)

1966	 „Ornament ohne Ornament“, Kunstgewerbemuseum Zürich (CH)

1970	 „Objektive Architektur am Beispiel ‚Skin and Skeleton’“, Die Neue Sammlung München (DE), Technische Hochschulen Antwerpen (NL), Darmstadt und Eindhoven

1973	 „Architektur bis ins Möbel“, Hochschule für angewandte Kunst Wien (AT)

1973	 „Beispiel China – klassische Pavillonarchitektur“, Die Neue Sammlung München (DE), Gewerbemuseum Basel (CH)

1975	 „Strukturale Architektur aus Osteuropa“, Gewerbemuseum Basel (CH), Technische Hochschule Antwerpen (NL), Hochschule für angewandte Kunst Wien (AT)

1976	„Der Fels ist mein Haus bei Ciba-Geigy“, Basel (CH)

1977	„Retrospektive 25 Jahre Werner Blaser – Prinzip einer Architektur“, Bündner Kunstmuseum Chur (CH)

1980–1990 „70/80 Architecture in Switzerland im Auftrag der Kulturstiftung Pro Helvetia“, Wanderausstellung in 80 Museen und Universitäten in Europa, Asien, USA, Australien und Südamerika

1986–1990 „Mies van der Rohe – Less is more“, Krönungssaal im Rathaus Aachen (DE), Goethe-Institut Tokyo (J), Bauhaus Dessau (DE), Kunsthalle Weimar (DE)

2000–2006 „West meets East Mies van der Rohe“, Berlin (DE), Architekturmuseen Helsinki (FIN), Bauhaus Weimar (DE), Illinois Institute of Technology Chicago (USA)

## Bibliografie (Auswahl)
Werner Blaser hat insgesamt 108 Bücher geschrieben, weitere sind in Bearbeitung. Zu seinen Publikationen sagt er selbst: „Es ging mir nie darum, einfach Bücher zu machen. Sondern darum, dass aus dem Innern heraus erlebte Denken in Sprache und Ästhetik umzusetzen und in die Gegenwart zu transponieren. Denn nur so machen Veröffentlichungen Sinn und werden zu brauchbaren Beiträgen unseres aktuellen Bauschaffens.“ (Blaser 2006:14)

### Bücher zu Mies van der Rohe
- Mies van der Rohe. Verlag für Architektur Artemis, Zürich 1972. ISBN 3-7608-8102-5 (Reihe studio-paperback)
- Mies van der Rohe – Lehre und Schule. Birkhäuser Verlag, Basel 1977. ISBN 978-3-7643-0830-8
- Mies van der Rohe – Möbel und Interieurs. Deutsche Verlagsanstalt, Stuttgart 1981. ISBN 3-421-02560-6
- Mies van der Rohe – less is more. Waser Verlag, Zürich 1986. ISBN 3-908080-20-7
- Mies van der Rohe – Farnsworth House. Birkhäuser Verlag, Basel 1999. ISBN 3-7643-6089-5
- Mies van der Rohe – Lake Shore Drive Apartments Chicago. Birkhäuser Verlag, Basel 1999. ISBN 3-7643-6090-9
- Mies van der Rohe – West is East is West. Vice Versa Verlag, Berlin 2000. ISBN 3-932809-12-2 (Ausstellungskatalog)
- Mies van der Rohe, Crown Hall. Birkhäuser Verlag, Basel 2001. ISBN 3-7643-6447-5
- Mies van der Rohe – West meets East. Birkhäuser Verlag, 2. erw. Aufl. Basel 2001. ISBN 3-7643-6458-0
- Mies van der Rohe – IIT Campus. Birkhäuser Verlag, Basel 2002. ISBN 3-7643-6594-3
- Mies van der Rohe – Federal Center Chicago. Birkhäuser Verlag, Basel 2004. ISBN 3-7643-7094-7

### Bücher über Schüler Mies van der Rohes
- Werner Blaser, Monica Stucky-Schürer: Zeichnungen grosser Bauten. Birkhäuser Verlag, Basel 1983. ISBN 3-7643-1522-9
- Architektur und Natur – das Werk von Alfred Caldwell. Birkhäuser Verlag, Basel 1983. ISBN 3-7643-1524-5
- Myron Goldsmith – Bauten und Konzepte / Buildings and Concepts. Birkhäuser Verlag, Basel 1987. ISBN 3-7643-1809-0
- Gene Summers – Art/Architecture. Birkhäuser Verlag, Basel 2003. ISBN 3-7643-0145-7

### Bücher zur Volksarchitektur
- Strukturale Architektur aus Osteuropa / Structural architecture of Eastern Europe. Zbinden & Druck Verlag, Basel 1975. ISBN 3-85989-380-7
- Der Fels ist mein Haus / Le rocher est ma demeure / The Rock is my Home. Wepf Verlag, Basel 1976. ISBN 0-442-24520-3
- Schweizer Holzbrücken / Ponts de Bois en Suisse / Wooden Bridges in Switzerland. Birkhäuser Verlag, Basel 1982. ISBN 3-7643-1334-X
- Bauernhaus der Schweiz – eine Sammlung der schönsten ländlichen Bauten. Birkhäuser Verlag, Basel 1983. ISBN 3-7643-1523-7
- Atrium-Lichthöfe – fünf Jahrtausende / Open Courtyards – five centuries. Wepf Verlag, Basel 1985. ISBN 3-85977-080-2
- Tomsk – Textur in Holz / Texture en Bois / Texture in Wood. Birkhäuser Verlag, Basel 1993. ISBN 0-8176-2849-5
- Innen-Hof in Marrakesch / Courtyards in Marrakech. Birkhäuser Verlag, Basel 2004. ISBN 3-7643-6967-1
- Im Garten Isfahan – islamische Architektur vom 16. bis 18. Jahrhundert. Niggli, Sulgen 2009. ISBN 978-3-7212-0675-3
- Ikonen der Weltarchitektur / Icons of world architecture. Niggli, Sulgen 2012. ISBN 978-3-7212-0797-2
- Synthesis. Texte und Collagen. Birkhäuser Verlag, Basel 2017, ISBN 978-3-0356-1136-6
- Tempel und Teehaus in Japan. Birkhäuser Verlag, Basel 2021, ISBN 978-3-0356-2348-2

### Bücher über Meisterarchitekten
Blaser, Werner (1982): Alvar Aalto als Designer. Stuttgart: Deutsche Verlagsanstalt.

Blaser, Werner (1988): Santiaga Calatrava – Ingenieur-Architektur / Santiaga Calatrava – Engineering Architecture. Basel: Birkhäuser Verlag.

Blaser, Werner (1990): Richard Meier – Bauen für die Kunst / Richard Meier – Building for Art. Basel: Birkhäuser Verlag.

Blaser, Werner (1996): Richard Meier – Details. Basel: Birkhäuser Verlag.

Blaser, Werner (1991): Helmut Jahn – Airports. Basel: Birkhäuser Verlag.

Blaser, Werner (1991): Norman Foster – Sketches. Basel: Birkhäuser Verlag.

Blaser, Werner (1993): Norman Foster – Sketch Book. Basel: Birkhäuser Verlag.

Blaser, Werner (1994): Livio Vacchini – Transformation. Basel: Birkhäuser Verlag.

Blaser, Werner (1995): Richard Horden – light tech. Basel: Birkhäuser Verlag.

Blaser, Werner (1998): Renzo Piano – Museum Beyeler in Riehen bei Basel. Bern: Benteli Verlag.

Blaser, Werner (2005): Renzo Piano – Zentrum Paul Klee in Bern. Basel: Reinhard Verlag.

Blaser, Werner (1990): Werner Sobek – Ingenieur-Kunst. Basel: Birkhäuser Verlag.

Blaser, Werner (1999): Tadao Ando – Museum der Weltkulturen im Rhein. Berlin: Vice Versa Verlag.

Blaser, Werner (2001): Tadao Ando – Architektur der Stille. Basel: Birkhäuser Verlag.

Blaser, Werner (2002): Helmut Jahn – Transparency. Basel: Birkhäuser Verlag.

Blaser, Werner (2002): Helmut Jahn –  Architecture/Engineering. Basel: Birkhäuser Verlag. 

Blaser, Werner (2005): Tadao Ando – Nähe des Fernen. Sulgen: Verlag Niggli.

Blaser, Werner (2007): Tadao Ando – Bauen in die Erde. Sulgen: Verlag Niggli.

Blaser, Werner (2003): Eduardo Souto de Moura – Element Stein. Basel: Birkhäuser Verlag.

Blaser, Werner (2003): Helmut Jahn –  Bayer Konzernzentrale (Leverkusen). Basel: Birkhäuser Verlag.

Blaser, Werner (2003): Helmut Jahn – Post Tower Bonn. Basel: Birkhäuser Verlag.

Blaser, Werner (2004): Helmut Jahn – State Street Village am IIT. Chicago: Flash Press.

Blaser, Werner (2004): Theo Hotz – Weishaupt CH. Sulgen: Verlag Niggli.

### Bücher über Möbel
Blaser, Werner (1982): Klappstühle. Basel: Birkhäuser Verlag.

Blaser, Werner (1984): Rudolf Bofinger – Element-System-Möbel. Stuttgart: Deutsche Verlagsanstalt.

Blaser, Werner (1985): Architektur im Möbel. Zürich: Waser Verlag.

Blaser, Werner (1992): Fügen und Verbinden – Joint and Connection. Das Möbelwerk von Werner Blaser. The Work of Werner Blaser. Basel: Birkhäuser Verlag.

Blaser, Werner (2009): Archi Swiss – Parallelen mit der grossen Welt. Basel: Regent Edition.

Blaser, Werner (2006): Werner Blaser – Passion eines Lebens / Passion of a Life. Muttenz: Edition Sturm.